# Azt beszélik
Azt beszélik (eredeti cím: Rumor Has It) 2005-ös amerikai romantikus filmvígjáték Rob Reiner rendezésében, Jennifer Aniston, Kevin Costner, Shirley MacLaine és Mark Ruffalo főszereplésével. 
A film általánosságban negatív kritikákat kapott az értékelőktől. A 70 millió dolláros költségvetésével szemben 88,9 millió dolláros bevételt tudott gyűjteni.
Egy fiatal nő megtudja, hogy az ő családja volt a Diploma előtt című könyv és film ihletője – és talán ő maga is a jól dokumentált esemény egyik szereplőjének leszármazottja.

## Cselekmény
1997-ben Sarah Huttinger, a The New York Times gyászjelentések és esküvői bejelentések írója a kaliforniai Pasadenába utazik nővére, Annie esküvőjére, vőlegénye, Jeff Daly kíséretében. Amikor Sarah elmondja a nagymamájának, Katharine Richelieu-nek, hogy nem biztos a házasságban, Katharine elárulja, hogy néhai lánya, Sarah édesanyja, Jocelyn, egy héttel a saját esküvője előtt elszökött Cabo San Lucasba.
Sarah felkeresi anyja legjobb barátnőjét, Mitzy nénit, aki megerősíti, hogy Jocelyn az előkészítő iskolai osztálytársukkal, Beau Burroughszal töltötte az időt a Sarah apjával, Earllel való esküvője előtti héten, és hogy Beau barátja volt Charles Webb, a The Graduate című regény szerzője (magyarul Diploma előtt címen ismert).
Jeff rámutat, hogy Sarah szülei alig kilenc hónappal a születése előtt házasodtak össze, ami Sarah-t arra készteti, elgondolkodjon azon, vajon Beau lehet-e a biológiai apja. Sarah arra is gyanakszik, hogy a nagymamája ihlette Mrs. Robinson figuráját, az érettebb hölgyet, aki elcsábított egy fiatalembert, aki később megszökött Mrs. Robinson lányával.
Az esküvő után Sarah úgy dönt, hogy San Franciscóba repül, ahol Beau, az immár rendkívül sikeres és nagyon gazdag Szilícium-völgyi internetmágus beszédet tart. A lány találkozik vele; a férfi bevallja, hogy lefeküdt az anyjával és a nagymamájával, de biztosítja Sarah-t, hogy nem lehet az apja, mert ő steril, miután középiskolás korában egy focimeccsen heresérülést szenvedett. Ők ketten elmennek inni, és másnap reggel Sarah Beau ágyában ébred a Half Moon Bay-i otthonában így ő a harmadik generáció a családjában, aki lefeküdt Beau-val.
Bár Sarah-nak bűntudata van a viselkedése miatt, hagyja, hogy Beau meggyőzze őt, hogy legyen a partnere egy jótékonysági bálon, ahol találkozik Beau fiával, Blake-kel. Beau elmagyarázza, hogy a felesége biológiai gyermeket akart, és mesterséges megtermékenyítéssel esett teherbe. Megnyugodva Sarah megcsókolja Beau-t, de Jeff rajtakapja, aki visszatért Kaliforniába, hogy megkeresse őt, miután nem hallott róla azóta, hogy elment találkozni Beau-val. Veszekedés alakul ki, és Jeff otthagyja a nőt.
Sarah lehangoltan visszatér Katharine-hoz, aki dühbe gurul, amikor megtudja, hogy Beau lefeküdt az unokájával. 
Megtudják, hogy Annie szorongásos rohamot kapott, miközben a nászútjára repült, és beszélni akar Sarah-val. Sarah elmeséli a nővérének, hogy a Richelieu/Huttinger nők három generációjának szexuális kapcsolata volt Beau-val. Megnyugtatja Annie-t, hogy valóban szerelmes a férjébe, Scottba, és közben rájön, készen áll arra, hogy feleségül menjen Jeffhez.
Az is kiderül, hogy Earl volt az, aki véletlenül Beau heresérülését okozta. Ettől Beau kissé ideges lesz Earl közelében, bár Katherine nagyon örül a felfedezésnek. Earl elárulja Sarah-nak, hogy mindig is tudott Jocelyn és Beau viszonyáról. Jocelyn azért tért vissza Earlhöz, mert szerette őt, és ő volt az, akivel felépíthette az életét. Azon az éjszakán, amikor visszatért, Sarah megfogant. Ez megmagyarázza a szülei esküvője és a saját születése közötti pontos időzítést.
Elszántan visszahódítja Jeffet, Sarah visszatér New Yorkba, és elmondja vőlegényének az érzéseit. Azzal a feltétellel békülnek ki, hogy ha valaha is lesz lányuk, nem engedik Beau közelébe. A film Sarah és Jeff esküvőjével ér véget.

## Szereplők
| Szerep              | Színész              | Magyar hang     |
| ------------------- | -------------------- | --------------- |
| Sarah Huttinger     | Jennifer Aniston     | Kökényessy Ági  |
| Beau Burroughs      | Kevin Costner        | Szakácsi Sándor |
| Katharine Richelieu | Shirley MacLaine     | Szabó Éva       |
| Jeff Daly           | Mark Ruffalo         | Rajkai Zoltán   |
| Earl Huttinger      | Richard Jenkins      | Beregi Péter    |
| Roger McManus       | Christopher McDonald | Tarján Péter    |
| Scott               | Steve Sandvoss       | Előd Botond     |
| Annie Huttinger     | Mena Suvari          | Farkasházi Réka |
| Blake Burroughs     | Mike Vogel           | Szabó Máté      |

## Számlista
Az összes szám szerzője Nellie McKay kivéve, ahol megjegyezték. 
| 1.    | Black Sheep                                                  | 2:32 |
| 2.    | BB Blues                                                     | 2:38 |
| 3.    | Just One Of Those Things                                     | 5:36 |
| 4.    | Pasadena Girl                                                | 4:14 |
| 5.    | Face of a Faith                                              | 2:03 |
| 6.    | Baby (You've Got What It Takes) (track 6 features Taj Mahal) | 3:47 |
| 20:50 |                                                              |      |

## Filmkészítés
A forgatókönyvíró Ted Griffin volt az eredeti rendező, de nem sokkal azután, hogy 2004. július 21-én megkezdődött a forgatás, problémák merültek fel. A forgatás már az első héten több napos késésben volt, és augusztus 5-én Griffin kirúgta Ed Lachman operatőrt a projektből. Steven Soderbergh executive producer a következő napon menesztette Griffint, és a forgatás leállt, hogy Rob Reiner, aki a helyére lépett, augusztus 18-án folytathassa a forgatókönyvet, a stábot és a stábot érintő változtatásokat, mielőtt a forgatás folytatódott volna. A kezdeti szereplőket, Charlie Hunnamot, Lesley Ann Warrent, Tony Billt és Greta Scacchit Reiner cserélte le.

## Bevétel
A film 2005 karácsonyán a 10. helyen nyitott az amerikai jegypénztáraknál, 2815 mozivásznon, és az első napon 3 473 155 dollár bevételt hozott. A film végül 43 000 262 dollár bevételt termelt a hazai piacon és 45 933 300 dollárt a nemzetközi piacokon, ami világszerte 88 933 562 dolláros bevételt eredményezett.

## Médiakiadás
A film 2006. május 9-én jelent meg DVD-n. Az Egyesült Államokban 21 millió dolláros DVD-eladást ért el.

## Fordítás
- Ez a szócikk részben vagy egészben  a   Rumor Has It című angol Wikipédia-szócikk fordításán alapul.  Az eredeti cikk szerkesztőit annak laptörténete sorolja fel. Ez a jelzés csupán a megfogalmazás eredetét és a szerzői jogokat jelzi, nem szolgál a cikkben szereplő információk forrásmegjelöléseként.